# タラナ・バーク
タラナ・バーク（Tarana Burke、1973年9月12日 - ）は、アメリカ合衆国の市民活動家。
＃MeToo運動の創始者として有名。

## 経歴
若い黒人女性を中心とする性暴力被害者のための活動家であるバークは2006年に「Me Too」のスローガンを使い始めた。
2017年にハーヴェイ・ワインスタインのセクハラ問題が拡散すると、女優のアリッサ・ミラノが既に同じスローガンが存在することに気づかないまま、性暴力を受けた女性は「#MeToo」と投稿して声を上げようと呼び掛けた。＃MeToo運動は社会現象として広がった。
タイム誌は2017年のパーソン・オブ・ザ・イヤーにセクハラ体験を公表した人々を「沈黙を破った人たち」として選び、バークも同号の特集で紹介された。
2018年1月7日、ゴールデングローブ賞のレッドカーペットに女優のミシェル・ウィリアムズと共に出席した。